# Burbank Airport-South station (Metrolink)
La Estación Burbank Airport-South (en inglés: Burbank Airport-South), es una estación de tren regional de la línea condado de Ventura de Metrolink en Burbank, California, área regional de Los Ángeles en Estados Unidos.

## Descripción
La estación Metrolink fue inaugurada el 24 de abril de 1995 junto al Aeropuerto de Hollywood Burbank. Cuenta con un andén de plataforma laterales. Dispone de 40 plazas de aparcamiento. La estación es propiedad del Departamento de Transportación de California.
El Aeropuerto tiene una segunda estación, Burbank Airport-North station a 1,5 millas (2,41 km) de separación de la línea Antelope Valley de Metrolink.

## Servicio
La estación Burbank Airport-South recibe el servicio de 20 trenes de la línea Ventura de Metrolink (10 en cada dirección) entre semana. El servicio de fin de semana consta de 4 trenes (2 en cada dirección). 
El tren de línea Ventura es de Ventura, California en el norte y el centro de Los Ángeles en el sur.
El tren Amtrak Pacific Surfliner para en esta estación para San Diego en el sur y San Luis Obispo, California en el norte. También hay servicio Coast Starlight hacia Seattle, Washington. 

## Conexiones
- Los Ángeles Metro Bus - rutas: 165, 169, 222 y 294
- Burbank Bus - rutas: Orange
- Amtrak Thruway- Ruta: 1C

## Lugares de interés
- Aeropuerto de Hollywood Burbank